# Sahran
Sahran o Saharan fou una zila (districte) de l'antic principat de Mewar, formada per 274 pobles amb una població de 53.850 habitants el 1901. Aquesta zila va existir fins al 1940 quan els 17 districtes (ziles) van passar a ser vuit, i Sahran, junt amb la zila de Rasmi (o Rashmi) es va integrar en el nou districte de Kapasan. La capital era la ciutat de Sahran a uns 20 km al nord del riu Chandrabhāga que separava la zila de la de Rasmi.
El districte va emetre segells de correu (els de Mewar sobrecarregats).